# Mesanthura spongicola
Mesanthura spongicola là một loài chân đều trong họ Anthuridae. Loài này được Kensley & Heard miêu tả khoa học năm 1991.